# WhoSampled
WhoSampled ist eine Online-Datenbank zu Musiksamples, Remixes und Coverversionen.

## Allgemeines
Die Website wurde 2008 von Nadav Poraz gegründet. Der Inhalt der Seite ist nutzergeneriert und wird vor der Veröffentlichung von Moderatoren auf der Seite geprüft. Außer Inhalte, die von sogenannten „Goldenen Kontributoren“ eingesendet werden. Diese werden ohne Vorprüfung auf der Seite veröffentlicht.
2012 und 2014 wurde die Website als App im Apple App Store und im Google Play Store veröffentlicht. Diese App scannt die Lieder auf dem Mobilgerät und zeigt an, ob diese in der Datenbank vertreten sind. Die App kann auch mit Accounts auf iTunes und Spotify verbunden werden. 2018 wurde der App, ähnlich wie bei Shazam, eine Musikerkennungsfunktion hinzugefügt.
2016 wurde auf der Seite ein Six-Degrees-of-Separation-Feature eingeführt, um zu zeigen, wie zwei unterschiedliche Künstler miteinander verbunden sind.
Es wurden bereits über 1,17 Millionen verschiedene Lieder, 570 Tausend verschiedene Samples und 360 Tausend verschiedene Künstler auf der Seite hinzugefügt (Stand Mai 2025). Das meistgesampelte Lied auf der Seite ist Amen, Brother von The Winstons.